# Alveberget
Der Alveberget (norwegisch für Elfenberg) ist ein Nunatak im ostantarktischen Königin-Maud-Land. Im Gebirge Sør Rondane ragt er an der Ostflanke des Borchgrevinkisen auf.
Norwegische Wissenschaftler benannten ihn in den 1990er Jahren.